# Samuel Wilson
Pour les articles homonymes, voir Samuel Wilson (homonymie) et Wilson.

L'affiche de 1917 avec l'Oncle Sam par James Montgomery Flagg.

Samuel Wilson (13 septembre 1766, Menotomy - 31 juillet 1854, Troy) est un fournisseur de viandes basé à Troy, New York. En 1961, le Congrès a identifié Samuel Wilson comme étant à l'origine du symbole de l'oncle Sam. 

## Biographie
Il est né à Menotomy Arlington (Massachusetts), où un monument signale son lieu de naissance. Les parents de Wilson étaient originaires de Greenock en Écosse. Ils s'installèrent à Mason, dans le New Hampshire alors que Wilson était encore jeune. Samuel et son frère Ebeneezer déménagèrent à Troy en 1789 et ils montèrent un commerce. En 1797, Samuel se maria avec Betsey Mann de Mason. Le couple vécut dans une maison sur Ferry Street et eut quatre enfants. Samuel Wilson est décédé en 1854 et son corps repose dans le cimetière d'Oakwood à Troy.
Durant la guerre de 1812, les affaires de Samuel Wilson prospéraient : il avait obtenu un contrat pour fournir du bœuf à l'armée et il expédiait la viande salée dans des barils. Les barils étant la propriété du gouvernement, étaient marqués « U.S. ». Les soldats plaisantèrent en affirmant que les barils étaient marqués des initiales "Uncle Sam", l'oncle Sam.
Plus tard, les initiales US furent liées à Sam Wilson. En 1917, c'est le symbole de l'Oncle Sam qui inspire la célèbre affiche de James Montgomery Flagg « I Want You For The U.S. Army ». Les gens disaient que Wilson était juste, fiable, honnête, et dévoué à son pays.